# Волшебный рог мальчика
«Волшебный рог мальчика. Старинные немецкие песни» (Des Knaben Wunderhorn. Alte deutsche Lieder) — сборник немецких народных песен, подготовленный и изданный в 1806—1808 годах в Гейдельберге двумя поэтами из гейдельбергского кружка романтиков — Ахимом фон Арнимом и Клеменсом Брентано.
В сборник вошли песни разнообразных жанров — солдатские, монашеские, разбойничьи, бытовые, любовные. Обработка текста издателями в некоторых случаях означала его полное переписывание. Например, история о русалке Лорелее, получившая впоследствии широкую известность, была плодом воображения Брентано. 
Светила немецкой филологии поспешили указать, что, как и пресловутые песни Оссиана, данный труд не обошёлся без мистификации: многие из представленных песен вовсе не народные, а авторские, хотя их сочинители (среди них Симон Дах и Гриммельсхаузен) были к началу XIX века преданы забвению. Однако на защиту сборника поднялся И. В. Гёте, которому издатели посвятили свой труд: великий поэт заявил, что вне зависимости от их происхождения в этих песнях «бьётся сердце немецкого народа».
При составлении сборника Арним и Брентано находились под влиянием рассуждений И. Г. Гердера о «духе народа», который находит отражение в его фольклоре. При отборе материалов для сборника они руководствовались желанием показать традиционный уклад немецкой жизни и не избежали при этом идеализации немецкой старины:
Сословно-цеховой строй средневековья, патриархальные отношения в сочетании с устойчивыми нормами нравственного поведения представлялись им идеалом в сравнении с современным обществом, отмеченным борьбой эгоистических интересов и девальвацией этических норм.
«Волшебный рог мальчика» вписал яркую страницу в летопись немецкого романтизма. Сборник пробудил интерес к национальному фольклору в целом и к «крестьянским песням» в частности. Начатая гейдельбергцами работа по популяризации народного литературного творчества была продолжена изданием народных сказок в обработке братьев Гримм. Некоторые из сюжетов сборника (например, о гамельнском крысолове) стали известны далеко за пределами Германии. 
«Волшебный рог мальчика» был одной из настольных книг Густава Малера; кроме одноименного песенного цикла, на тексты из сборника написаны вокальные части Второй, Третьей и Четвёртой симфоний композитора, к «Волшебному рогу» восходит и образ Антония Падуанского из Второй симфонии, его «Песни странствующего подмастерья» также открываются строками из «Волшебного рога». Музыкальной обработкой песен, собранных Арнимом и Брентано, занимались также К. М. Вебер, Ф. Мендельсон, Р. Шуман, И. Брамс, А. Веберн, А. Цемлинский.